# بريان ديزموند هيوز
بريان ديزموند هيوز (بالإنجليزية: Bryan Desmond Hughes)‏ هو لاعب اتحاد الرغبي أسترالي، ولد في 1887 في سيدني في أستراليا، وتوفي في 6 أغسطس 1918.